# Dachstiftung Diakonie
Die Dachstiftung Diakonie ist eine Holding, die verschiedene Einrichtungen der Diakonie in Niedersachsen und Sachsen-Anhalt umfasst, diese sind das Stephansstift, die Diakonischen Heime Kästorf, das Cornelius Werk, die Stiftung Wohnen und Beraten, die Diakonische Altenhilfe Leine-Mittelweser (DALM) und die Evangelische Stiftung Clus. Sie hat derzeit über 4.000 Mitarbeitende.

## Geschichte
Die Dachstiftung Diakonie wurde durch die Zusammenarbeit der Diakonischen Werke Kästorf e.V. und des Stephansstift Hannover gegründet und nahm am 1. Januar 2011 ihre Arbeit auf. Dafür wurden die Unternehmen Stephansstift und Diakonische Heime Kästorf in Förderstiftungen umgewandelt und ihre Arbeitsfelder in Betriebsgesellschaften ausgegliedert. Im Laufe der Zeit kamen weitere Einrichtungen hinzu. Im Jahr 2023 umfasst die Dachstiftung neben dem Stephansstift und den Diakonischen Werken Kästorf auch das Corneliuswerk Burg, die Stiftung Wohnen und Beraten, sowie die Diakonische Altenhilfe Leine-Mittelweser (DALM). In den gemeinnützigen Gesellschaften der Unternehmensgruppe arbeiten etwa 4.000 Menschen. Die Dachstiftung Diakonie ist in den Bereichen (Theologische) Unternehmensentwicklung, Personalwesen, Immobilienmanagement, Versicherungen, Betriebswirtschaft, Fundraising und Öffentlichkeitsarbeit als Dienstleister für die Gesellschaften tätig.

## Unternehmen und Gesellschaften
Die Förderstiftungen Stephansstift e.V., die Diakonischen Heime Kästorf e.V. die Stiftung Wohnen und Beraten und die Evangelische Stiftung Clus bilden die Dachstiftung Diakonie, die wiederum die einzelnen Gesellschaften steuert. Die Gesellschaften werden durch Geschäftsführer geleitet, die bei der Dachstiftung Diakonie angestellt sind.
- Stephansstift Zentrum für Erwachsenenbildung gGmbh (ZEB, Hotel- und Tagungshaus)
- Stephansstift Förderschulen gGmbH (FÖS)
- Stephansstift Kindertagesstätten und Familienzentren gGmbH (SKF)
- Stephansstift Pflege und Seniorenwohnen gGmbH (PSW)
- Stephansstift Bildung und Ausbildung gGmbH (SBA)
- Venito, Diakonische Gesellschaft für Kinde, Jugendliche und Familien (ehemals SEJ und DJFK)
- Diakonische Servicegesellschaft Kästorf GmbH (DSK)
- Diakonische Betriebe Kästorf GmbH-D.B.K
- Diakonische Gesellschaft Wohnen und Beraten mbH (DWB)
- Netzwerk Wolfsburg gGmbH
- Diakonisches Wohn- und Pflegezentrum Amalie Sieveking gGmbH
- Diakonische Gesellschaft Wohnen und Pflege Clus gGmbH
- Diakonische Altenhilfe Kästorf GmbH (DiAK)
- CORNELIUS-WERK Diakonische Dienste gemeinnützige GmbH (CW)
- Diakonische Einrichtungen Wendland gemeinnützige GmbH
- DiaServ Braunschweig GmbH

## Leitung
Geleitet wird die Dachstiftung durch den Vorstand und ein Kuratorium. Vorstände sind Hans-Peter Daub als Theologischer Vorstand und Jens Rannenberg als Kaufmännischer Vorstand. Vorsitzender des Kuratoriums ist Arend de Vries. Die Vorstände der Dachstiftung bilden per Amt die Vorstände der einzelnen Fördergesellschaften und sind Mitglied der Geschäftsführung bzw. alleinige Geschäftsführer einiger Gesellschaften der Dachstiftung und haben Prokura. Der Kuratoriumsvorsitzende ist per Amt Vorsitzender der Aufsichtsgremien der Fördergesellschaften.